# Vingt-troisième circonscription du Nord
La vingt-troisième circonscription du Nord est l'une des 24 circonscriptions législatives françaises que compte le département du Nord (59).
À la suite de l'adoption de l'ordonnance n° 2009-935 du 29 juillet 2009, ratifiée par le Parlement français le 21 janvier 2010, cette circonscription sera supprimée lors des élections législatives de 2012. Les cantons qui la composent intégreront la troisième circonscription.

## Description géographique et démographique

### De 1958 à 1986
Le département avait vingt-trois circonscriptions.
La vingt-troisième circonscription du Nord était composée de :
- canton de Bavay
- canton de Berlaimont
- canton de Landrecies
- canton du Quesnoy-Est
- canton du Quesnoy-Ouest

Source : Journal Officiel du 14-15 Octobre 1958.

### De 1986 à 2010
La vingt-troisième circonscription du Nord est délimitée par le découpage électoral de la loi n°86-1197 du 24 novembre 1986
, et regroupe les divisions administratives suivantes : 
- Canton de Bavay
- Canton de Maubeuge-Nord
- Canton de Maubeuge-Sud

D'après le recensement général de la population en 1999, réalisé par l'Institut national de la statistique et des études économiques (INSEE), la population totale de cette circonscription est estimée à 100 767 habitants,.

## Historique des résultats
| Législature | Début de mandat | Fin de mandat  | Député                                                  | Parti politique | Observations |
| ----------- | --------------- | -------------- | ------------------------------------------------------- | --------------- | --- |
| Ire         | 9 décembre 1958 | 9 octobre 1962 | Paul Bécue                                              | UNR             | Mandat écourté à la suite d'une dissolution parlementaire décidée par Charles de Gaulle.                                                                       |
| IIe         | 6 décembre 1962 | 2 avril 1967   | A compléter                                             | A compléter     | |
| IIIe        | 3 avril 1967    | 30 mai 1968    | Didier Eloy                                             | PC              | Mandat écourté à la suite d'une dissolution parlementaire décidée par Charles de Gaulle.                                                                       |
| IVe         | 11 juillet 1968 | 1er avril 1973 | Alban Voisin                                            | UDR             | |
| Ve          | 2 avril 1973    | 2 avril 1978   | Didier Eloy puis Jean Jarosz                            | PC              | |
| VIe         | 3 avril 1978    | 22 mai 1981    | Jean Jarosz                                             | PC              | Mandat écourté à la suite d'une dissolution parlementaire décidée par François Mitterrand.                                                                     |
| VIIe        | 2 juillet 1981  | 1er avril 1986 | Jean Jarosz                                             | PC              | |
| VIIIe       | 2 avril 1986    | 14 mai 1988    | Georges Delfosse puis Jean-Claude Decagny ; Jean Jarosz | UDF ; PC        | Proportionnelle par département, pas de député par circonscription. Mandat écourté à la suite d'une dissolution parlementaire décidée par François Mitterrand. |
| IXe         | 23 juin 1988    | 1er avril 1993 | Umberto Battist                                         | PS              | |
| Xe          | 2 avril 1993    | 21 avril 1997  | Jean-Claude Decagny                                     | UDF             | Mandat écourté à la suite d'une dissolution parlementaire décidée par Jacques Chirac.                                                                          |
| XIe         | 12 juin 1997    | 18 juin 2002   | Jean-Claude Decagny                                     | UDF             | |
| XIIe        | 19 juin 2002    | 19 juin 2007   | Jean-Claude Decagny                                     | UMP             | |
| XIIIe       | 20 juin 2007    | 19 juin 2012   | Christine Marin                                         | UMP             | |

## Historiques des élections

### Élections de 1958
| Candidat       | Candidat       | Parti          | Premier tour | Premier tour | Second tour | Second tour |  |
| Candidat       | Candidat       | Parti          | Voix         | %            | Voix        | %           |  |
| -------------- | -------------- | -------------- | ------------ | ------------ | ----------- | ----------- |  |
|                | Paul Bécue élu | UNR            | 14 429       | 38,59        | 18 288      | 47,78       |  |
|                | Eugène Thomas  | SFIO           | 11 927       | 31,9         | 11 088      | 28,97       |  |
|                | Didier Eloy    | PCF            | 9 337        | 24,97        | 8 901       | 23,25       |  |
|                | André Duronsoy | Radsoc         | 1 698        | 4,54         |             |             |  |
|                |                |                |              |              |             |             |  |
| Inscrits       | Inscrits       | Inscrits       | 45 283       | 100,00       | 45 273      | 100,00      |  |
| Abstentions    | Abstentions    | Abstentions    | 7 228        | 15,96        | 6 532       | 14,43       |  |
| Votants        | Votants        | Votants        | 38 055       | 84,04        | 38 741      | 85,57       |  |
| Blancs et nuls | Blancs et nuls | Blancs et nuls | 664          | 1,74         | 464         | 1,2         |  |
| Exprimés       | Exprimés       | Exprimés       | 37 391       | 98,26        | 38 277      | 98,8        |  |

Le suppléant de Paul Bécue était Jean Payen, pharmacien, maire de Berlaimont.

### Élections de 1962
| Candidat       | Candidat                 | Parti          | Premier tour | Premier tour | Second tour | Second tour |  |
| Candidat       | Candidat                 | Parti          | Voix         | %            | Voix        | %           |  |
| -------------- | ------------------------ | -------------- | ------------ | ------------ | ----------- | ----------- |  |
|                | Paul Bécue sortant réélu | UNR-UDT        | 14 107       | 39,13        | 18 836      | 50,88       |  |
|                | Didier Eloy              | PCF            | 9 663        | 26,8         | 18 185      | 49,12       |  |
|                | Léon Constant            | SFIO           | 9 217        | 25,56        | Retrait     | Retrait     |  |
|                | Gustave Martinache       | CNIP           | 3 067        | 8,51         | Retrait     | Retrait     |  |
|                |                          |                |              |              |             |             |  |
| Inscrits       | Inscrits                 | Inscrits       | 45 189       | 100,00       | 45 187      | 100,00      |  |
| Abstentions    | Abstentions              | Abstentions    | 8 434        | 18,66        | 6 701       | 14,83       |  |
| Votants        | Votants                  | Votants        | 36 755       | 81,34        | 38 486      | 85,17       |  |
| Blancs et nuls | Blancs et nuls           | Blancs et nuls | 701          | 1,91         | 1 465       | 3,81        |  |
| Exprimés       | Exprimés                 | Exprimés       | 36 054       | 98,09        | 37 021      | 96,19       |  |

Le suppléant de Paul Bécue était Jean Payen.

### Élections de 1967
| Candidat       | Candidat           | Parti          | Premier tour | Premier tour | Second tour | Second tour |  |
| Candidat       | Candidat           | Parti          | Voix         | %            | Voix        | %           |  |
| -------------- | ------------------ | -------------- | ------------ | ------------ | ----------- | ----------- |  |
|                | Paul Bécue sortant | UD-Ve          | 13 867       | 35,65        | 18 424      | 47,33       |  |
|                | Didier Eloy élu    | PCF            | 13 726       | 35,29        | 20 505      | 52,67       |  |
|                | Eugène Thomas      | FGDS (SFIO)    | 8 882        | 22,84        | Retrait     | Retrait     |  |
|                | Alfred Chanoz      | CD (PDM)       | 2 421        | 6,22         |             |             |  |
|                |                    |                |              |              |             |             |  |
| Inscrits       | Inscrits           | Inscrits       | 44 820       | 100,00       | 44 819      | 100,00      |  |
| Abstentions    | Abstentions        | Abstentions    | 5 214        | 11,63        | 4 654       | 10,38       |  |
| Votants        | Votants            | Votants        | 39 606       | 88,37        | 40 165      | 89,62       |  |
| Blancs et nuls | Blancs et nuls     | Blancs et nuls | 710          | 1,79         | 1 236       | 3,08        |  |
| Exprimés       | Exprimés           | Exprimés       | 38 896       | 98,21        | 38 929      | 96,92       |  |

Le suppléant de Didier Eloy était Jean Jarosz, professeur de collège, de Feignies.

### Élections de 1968
| Candidat       | Candidat            | Parti          | Premier tour | Premier tour | Second tour | Second tour |  |
| Candidat       | Candidat            | Parti          | Voix         | %            | Voix        | %           |  |
| -------------- | ------------------- | -------------- | ------------ | ------------ | ----------- | ----------- |  |
|                | Alban Voisin élu    | UDR (URP)      | 17 503       | 45,27        | 20 321      | 52,4        |  |
|                | Didier Eloy sortant | PCF            | 13 326       | 34,47        | 18 463      | 47,6        |  |
|                | Gérard Vincent      | FGDS (SFIO)    | 7 831        | 20,26        | Retrait     | Retrait     |  |
|                |                     |                |              |              |             |             |  |
| Inscrits       | Inscrits            | Inscrits       | 44 634       | 100,00       | 44 636      | 100,00      |  |
| Abstentions    | Abstentions         | Abstentions    | 5 347        | 11,98        | 5 003       | 11,21       |  |
| Votants        | Votants             | Votants        | 39 287       | 88,02        | 39 633      | 88,79       |  |
| Blancs et nuls | Blancs et nuls      | Blancs et nuls | 627          | 1,6          | 849         | 2,14        |  |
| Exprimés       | Exprimés            | Exprimés       | 38 660       | 98,4         | 38 784      | 97,86       |  |

Le suppléant d'Alban Voisin était Jean Bavay, docteur-vétérinaire, conseiller municipal de Berlaimont.

### Élections de 1973
| Candidat       | Candidat             | Parti          | Premier tour | Premier tour | Second tour | Second tour |  |
| Candidat       | Candidat             | Parti          | Voix         | %            | Voix        | %           |  |
| -------------- | -------------------- | -------------- | ------------ | ------------ | ----------- | ----------- |  |
|                | Didier Eloy élu      | PCF            | 13 980       | 35,02        | 20 929      | 52,79       |  |
|                | Alban Voisin sortant | UDR (URP)      | 11 930       | 29,88        | 18 714      | 47,21       |  |
|                | Pierre Fatre         | PS (UGSD)      | 8 563        | 21,45        | Retrait     | Retrait     |  |
|                | Jacques Bran         | CD (MR)        | 3 542        | 8,87         |             |             |  |
|                | Alain Carton         | Divers droite  | 1 909        | 4,78         |             |             |  |
|                |                      |                |              |              |             |             |  |
| Inscrits       | Inscrits             | Inscrits       | 46 073       | 100,00       | 46 073      | 100,00      |  |
| Abstentions    | Abstentions          | Abstentions    | 5 469        | 11,87        | 5 013       | 10,88       |  |
| Votants        | Votants              | Votants        | 40 604       | 88,13        | 41 060      | 89,12       |  |
| Blancs et nuls | Blancs et nuls       | Blancs et nuls | 680          | 1,67         | 1 417       | 3,45        |  |
| Exprimés       | Exprimés             | Exprimés       | 39 924       | 98,33        | 39 643      | 96,55       |  |

Le suppléant de Didier Eloy était Jean Jarosz. Jean Jarosz remplaça Didier Eloy, décédé, du 30 juin 1977 au 2 avril 1978.

### Élections de 1978
| Candidat       | Candidat                  | Parti          | Premier tour | Premier tour | Second tour | Second tour |  |
| Candidat       | Candidat                  | Parti          | Voix         | %            | Voix        | %           |  |
| -------------- | ------------------------- | -------------- | ------------ | ------------ | ----------- | ----------- |  |
|                | Jean Jarosz sortant réélu | PCF            | 15 798       | 35,05        | 25 416      | 55,97       |  |
|                | Arthur André              | PS             | 11 708       | 25,98        | Retrait     | Retrait     |  |
|                | Jacques Bran              | UDF (CDS)      | 9 527        | 21,14        | 19 995      | 44,03       |  |
|                | René Duprez               | RPR            | 5 346        | 11,86        |             |             |  |
|                | Jean-Yves Herbeuval       | FRP            | 1 131        | 2,51         |             |             |  |
|                | Jean-Pierre Remeur        | LO             | 910          | 2,02         |             |             |  |
|                | Alain Carton              | Divers droite  | 650          | 1,44         |             |             |  |
|                |                           |                |              |              |             |             |  |
| Inscrits       | Inscrits                  | Inscrits       | 51 554       | 100,00       | 51 547      | 100,00      |  |
| Abstentions    | Abstentions               | Abstentions    | 5 607        | 10,88        | 4 935       | 9,57        |  |
| Votants        | Votants                   | Votants        | 45 947       | 89,12        | 46 612      | 90,43       |  |
| Blancs et nuls | Blancs et nuls            | Blancs et nuls | 877          | 1,91         | 1 201       | 2,58        |  |
| Exprimés       | Exprimés                  | Exprimés       | 45 070       | 98,09        | 45 411      | 97,42       |  |

Le suppléant de Jean Jarosz était Claude Debruycker, ajusteur, adjoint au maire d'Aulnoye-Aymeries.

### Élections de 1981
| Candidat       | Candidat                  | Parti          | Premier tour | Premier tour | Second tour | Second tour |  |
| Candidat       | Candidat                  | Parti          | Voix         | %            | Voix        | %           |  |
| -------------- | ------------------------- | -------------- | ------------ | ------------ | ----------- | ----------- |  |
|                | Jean Jarosz sortant réélu | PCF            | 14 520       | 35,43        | 25 735      | 60,84       |  |
|                | Jean Veber                | PS             | 12 368       | 30,18        | Retrait     | Retrait     |  |
|                | Jacques Bran              | UDF (CDS)      | 8 025        | 19,58        | 16 564      | 39,16       |  |
|                | Raymond Delhaye           | RPR (UNM)      | 4 847        | 11,82        |             |             |  |
|                | Jean Vaillant             | PSU            | 796          | 1,94         |             |             |  |
|                | Jean Vaillant             | PSD            | 429          | 1,04         |             |             |  |
|                |                           |                |              |              |             |             |  |
| Inscrits       | Inscrits                  | Inscrits       | 52 741       | 100,00       | 52 740      | 100,00      |  |
| Abstentions    | Abstentions               | Abstentions    | 11 210       | 21,25        | 8 801       | 16,69       |  |
| Votants        | Votants                   | Votants        | 41 531       | 78,75        | 43 939      | 83,31       |  |
| Blancs et nuls | Blancs et nuls            | Blancs et nuls | 546          | 1,31         | 1 640       | 3,73        |  |
| Exprimés       | Exprimés                  | Exprimés       | 40 985       | 98,69        | 42 299      | 96,27       |  |

Le suppléant de Jean Jarosz était Claude Debruycker.

### Élections de 1988
| Candidat       | Candidat                    | Parti           | Premier tour | Premier tour | Second tour | Second tour |  |
| Candidat       | Candidat                    | Parti           | Voix         | %            | Voix        | %           |  |
| -------------- | --------------------------- | --------------- | ------------ | ------------ | ----------- | ----------- |  |
|                | Umberto Battist élu         | PS              | 13 922       | 32,87        | 25 215      | 58,66       |  |
|                | Jean-Claude Decagny sortant | UDF (PSD) (URC) | 11 377       | 26,86        | 17 769      | 41,34       |  |
|                | Jean Jarosz sortant         | PCF             | 10 116       | 23,89        | Retrait     | Retrait     |  |
|                | Claude Deresnes             | FN              | 6 453        | 15,24        |             |             |  |
|                | Jean-Marie Allain           | LCR             | 483          | 1,14         |             |             |  |
|                |                             |                 |              |              |             |             |  |
| Inscrits       | Inscrits                    | Inscrits        | 66 243       | 100,00       | 66 242      | 100,00      |  |
| Abstentions    | Abstentions                 | Abstentions     | 22 944       | 34,64        | 21 206      | 32,01       |  |
| Votants        | Votants                     | Votants         | 43 299       | 65,36        | 45 036      | 67,99       |  |
| Blancs et nuls | Blancs et nuls              | Blancs et nuls  | 948          | 2,19         | 2 052       | 4,56        |  |
| Exprimés       | Exprimés                    | Exprimés        | 42 351       | 97,81        | 42 984      | 95,44       |  |

Le suppléant d'Umberto Battist était Michel Lo Giaco, maire d'Assevent.

### Élections de 1993
| Candidat       | Candidat                | Parti          | Premier tour | Premier tour | Second tour | Second tour |  |
| Candidat       | Candidat                | Parti          | Voix         | %            | Voix        | %           |  |
| -------------- | ----------------------- | -------------- | ------------ | ------------ | ----------- | ----------- |  |
|                | Jean-Claude Decagny élu | UDF (PSD)      | 13 086       | 30,34        | 19 481      | 43,32       |  |
|                | Claude Deresnes         | FN             | 10 581       | 24,53        | 9 870       | 21,95       |  |
|                | Annick Mattighello      | PCF            | 8 400        | 19,48        | 15 614      | 34,72       |  |
|                | Umberto Battist sortant | PS (ADFP)      | 5 877        | 13,63        |             |             |  |
|                | Bernard Charette        | Les Verts (EÉ) | 1 857        | 4,31         |             |             |  |
|                | Michèle Mélique         | LT-LNÉ         | 1 464        | 3,39         |             |             |  |
|                | Martine Dupont          | LO             | 942          | 2,18         |             |             |  |
|                | Patrick Degardin        | Divers droite  | 924          | 2,14         |             |             |  |
|                |                         |                |              |              |             |             |  |
| Inscrits       | Inscrits                | Inscrits       | 66 631       | 100,00       | 66 634      | 100,00      |  |
| Abstentions    | Abstentions             | Abstentions    | 21 393       | 32,11        | 19 966      | 29,96       |  |
| Votants        | Votants                 | Votants        | 45 238       | 67,89        | 46 668      | 70,04       |  |
| Blancs et nuls | Blancs et nuls          | Blancs et nuls | 2 107        | 4,66         | 1 703       | 3,65        |  |
| Exprimés       | Exprimés                | Exprimés       | 43 131       | 95,34        | 44 965      | 96,35       |  |

La suppléante de Jean-Claude Decagny était Christine Dubois, commerçante, de Jeumont.

### Élections de 1997
| Candidat       | Candidat                          | Parti          | Premier tour | Premier tour | Second tour | Second tour |  |
| Candidat       | Candidat                          | Parti          | Voix         | %            | Voix        | %           |  |
| -------------- | --------------------------------- | -------------- | ------------ | ------------ | ----------- | ----------- |  |
|                | Claude Deresnes                   | FN             | 11 091       | 25,9         | 15 481      | 40,04       |  |
|                | Jean-Claude Decagny sortant réélu | UDF (FD)       | 9 492        | 22,16        | 23 185      | 59,96       |  |
|                | Annick Mattighello                | PCF            | 6 125        | 14,3         |             |             |  |
|                | Jacqueline Bard                   | PS             | 6 061        | 14,15        |             |             |  |
|                | Umberto Battist                   | diss. PS       | 4 604        | 10,75        |             |             |  |
|                | Martine Dupont                    | LO             | 1 280        | 2,99         |             |             |  |
|                | Patrick Degardin                  | LDI (MPF)      | 1 274        | 2,97         |             |             |  |
|                | Jean Thiriaux                     | Divers droite  | 1 078        | 2,52         |             |             |  |
|                | Chantal Leroy                     | LT-LNÉ         | 934          | 2,18         |             |             |  |
|                | Rossano Pulpito                   | MÉI            | 850          | 1,98         |             |             |  |
|                | Bruno Gayot                       | Extrême droite | 20           | 0,05         |             |             |  |
|                | Nasser Achour                     | Divers droite  | 19           | 0,04         |             |             |  |
|                |                                   |                |              |              |             |             |  |
| Inscrits       | Inscrits                          | Inscrits       | 65 082       | 100,00       | 65 076      | 100,00      |  |
| Abstentions    | Abstentions                       | Abstentions    | 20 419       | 31,37        | 21 038      | 32,33       |  |
| Votants        | Votants                           | Votants        | 44 663       | 68,63        | 44 038      | 67,67       |  |
| Blancs et nuls | Blancs et nuls                    | Blancs et nuls | 1 835        | 4,11         | 5 372       | 12,2        |  |
| Exprimés       | Exprimés                          | Exprimés       | 42 828       | 95,89        | 38 666      | 87,8        |  |

La suppléante de Jean-Claude Decagny était Christine Dubois, maire de Jeumont.

### Élections de 2002
| Candidat       | Candidat                          | Parti             | Premier tour | Premier tour | Second tour | Second tour |  |
| Candidat       | Candidat                          | Parti             | Voix         | %            | Voix        | %           |  |
| -------------- | --------------------------------- | ----------------- | ------------ | ------------ | ----------- | ----------- |  |
|                | Jean-Claude Decagny sortant réélu | UMP               | 11 724       | 30,6         | 20 099      | 64,78       |  |
|                | Claude Deresnes                   | FN                | 9 297        | 24,26        | 10 928      | 35,22       |  |
|                | Rémi Pauvros                      | PS                | 8 355        | 21,81        |             |             |  |
|                | Annick Mattighello                | PCF               | 5 214        | 13,61        |             |             |  |
|                | Alain Carpentier                  | Pôle républicain  | 750          | 1,96         |             |             |  |
|                | Nasser Achour                     | Les Verts         | 602          | 1,57         |             |             |  |
|                | Martine Dupont                    | LO                | 530          | 1,38         |             |             |  |
|                | Philippe Lefebvre                 | Divers écologiste | 452          | 1,18         |             |             |  |
|                | Hubert Daumerie                   | CPNT              | 387          | 1,01         |             |             |  |
|                | Yvette Tison                      | LCR               | 328          | 0,86         |             |             |  |
|                | Bernadine Hublart                 | MNR               | 282          | 0,74         |             |             |  |
|                | Laurence Héleine                  | Divers droite     | 244          | 0,64         |             |             |  |
|                | Ibrahim Matoir                    | Divers écologiste | 150          | 0,39         |             |             |  |
|                |                                   |                   |              |              |             |             |  |
| Inscrits       | Inscrits                          | Inscrits          | 67 111       | 100,00       | 67 110      | 100,00      |  |
| Abstentions    | Abstentions                       | Abstentions       | 28 114       | 41,89        | 32 632      | 48,62       |  |
| Votants        | Votants                           | Votants           | 38 997       | 58,11        | 34 478      | 51,38       |  |
| Blancs et nuls | Blancs et nuls                    | Blancs et nuls    | 682          | 1,75         | 3 451       | 10,01       |  |
| Exprimés       | Exprimés                          | Exprimés          | 38 315       | 98,25        | 31 027      | 89,99       |  |

L'élection a été annulée par le Conseil constitutionnel le 10 octobre 2002 au motif d'une propagande électorale illégale de Decagny contre Pauvros. Les tracts, considérés par Pauvros comme injurieux et diffamatoires, furent distribués le vendredi précédent le premier tour, sans possibilité de répondre. Les sages ont conclu que le scrutin avait été faussé car Pauvros était à seulement 34 voix pour se maintenir au second tour.
La suppléante de Jean-Claude Decagny était Christine Marin.

### Élections partielle de 2002
| Candidat                          | Candidat                          | Parti          | Premier tour | Premier tour | Second tour | Second tour |  |
| Candidat                          | Candidat                          | Parti          | Voix         | %            | Voix        | %           |  |
| --------------------------------- | --------------------------------- | -------------- | ------------ | ------------ | ----------- | ----------- |  |
|                                   | Jean-Claude Decagny sortant réélu | UMP            | 8 265        | 37,37        | 11 467      | 53,77       |  |
|                                   | Michel Lo Giaco                   | PS             | 4 902        | 22,17        | 9 860       | 46,23       |  |
|                                   | Claude Deresnes                   | FN             | 4 295        | 19,42        |             |             |  |
|                                   | Annick Mattighello                | PCF            | 3 550        | 16,05        |             |             |  |
|                                   | Philippe Lefebvre                 | MÉI            | 447          | 2,02         |             |             |  |
|                                   | Jean-Claude Desenne               | LCR            | 395          | 1,79         |             |             |  |
|                                   | Nasser Achour                     | EÉLV           | 260          | 1,18         |             |             |  |
|                                   |                                   |                |              |              |             |             |  |
| Inscrits                          | Inscrits                          | Inscrits       | 67 137       | 100,00       | 67 196      | 100,00      |  |
| Abstentions                       | Abstentions                       | Abstentions    | 44 567       | 66,38        | 44 860      | 66,76       |  |
| Votants                           | Votants                           | Votants        | 22 570       | 33,62        | 22 336      | 33,24       |  |
| Blancs et nuls                    | Blancs et nuls                    | Blancs et nuls | 456          | 2,02         | 1 009       | 4,52        |  |
| Exprimés                          | Exprimés                          | Exprimés       | 22 114       | 97,98        | 21 327      | 95,48       |  |
| Source : Ministère de l'Intérieur |                                   |                |              |              |             |             |  |

En raison d'une invalidation de ses comptes de campagne par le conseil constitutionnel pour l'élection législative annulée, Rémi Pauvros est inéligible et ne peut candidater. Il est remplacé par le maire d'Assevent, Lo Giaco. L'abstention est élevée pour cette élection partielle.

### Élections de 2007
| Candidat       | Candidat             | Parti          | Premier tour | Premier tour | Second tour | Second tour |  |
| Candidat       | Candidat             | Parti          | Voix         | %            | Voix        | %           |  |
| -------------- | -------------------- | -------------- | ------------ | ------------ | ----------- | ----------- |  |
|                | Christine Marin élue | UMP            | 14 467       | 39,04        | 18 906      | 50,75       |  |
|                | Rémi Pauvros         | PS             | 10 446       | 28,19        | 18 346      | 49,25       |  |
|                | Carl Lang            | FN             | 4 299        | 11,6         |             |             |  |
|                | Annick Mattighello   | PCF            | 3 503        | 9,45         |             |             |  |
|                | Jean-Marie Allain    | UDF–MoDem      | 1 728        | 4,66         |             |             |  |
|                | Martine Dupont       | LO             | 475          | 1,28         |             |             |  |
|                | Aurore Dumetz        | LCR            | 471          | 1,27         |             |             |  |
|                | Nasser Achour        | Les Verts      | 443          | 1,2          |             |             |  |
|                | Jean-Pierre Rombeaut | DLR            | 407          | 1,1          |             |             |  |
|                | Alain Demarthe       | LT-LNÉ         | 389          | 1,05         |             |             |  |
|                | Anne Bittner         | CPNT           | 326          | 0,88         |             |             |  |
|                | Michel Sauveplane    | Divers         | 106          | 0,29         |             |             |  |
|                |                      |                |              |              |             |             |  |
| Inscrits       | Inscrits             | Inscrits       | 66 382       | 100,00       | 66 367      | 100,00      |  |
| Abstentions    | Abstentions          | Abstentions    | 28 661       | 43,18        | 27 748      | 41,81       |  |
| Votants        | Votants              | Votants        | 37 721       | 56,82        | 38 619      | 58,19       |  |
| Blancs et nuls | Blancs et nuls       | Blancs et nuls | 661          | 1,75         | 1 367       | 3,54        |  |
| Exprimés       | Exprimés             | Exprimés       | 37 060       | 98,25        | 37 252      | 96,46       |  |